# Namsos
Namsos város Norvégia középső részén, Trøndelag megyében. Az azonos nevű Namsos község (járás) adminisztratív központja. A terület a több községet felölelő Namdalen kerületben található. Namsos város lakossága 8422 fő (2024 év).
Namsos község (járás, norvégül Namsos kommune) lakossága 15083 fő (2024 év), területe 1,960 km². A község északi és déli határa között távolság hozzávetőleg 100 km. A székhelyen túl Spillum (1382 fő) és Bangsund (865 fő) faluk rendelkeznek említésre méltó lakosságszámmal.

## Elhelyezkedése
Norvégia középső részén található. A város a Namsen folyó torkolatánál, a Namsen-fjord partján helyezkedik el, ahonnan hajóval a fjordon keresztül egészen a tengerig ki lehet jutni. A folyó északi oldalára esik a városközpont, míg a folyótól déli részén a város kisebbik fele helyezkedik el. Szintén a déli oldalon van, Namsos város mellett található a szomszédos Spillum falu.

## Története
A város nevének első része (Nams-) a Namsen folyó nevéből ered. A második része (oss) pedig a folyó torkolatát jelöli.
A folyó menti fekvés és a nagy erdőségek miatt a város ideális volt a fűrészüzemek számára. A parlament döntött arról, hogy ezen a helyen települést kell alapítani. Namsost 1845. június 7-én alapították, akkor mindössze 23 ember élt a Bråholmen-félszigeten. A város területe négy futballpályának felelt meg. A megalapításában az játszott szerepet, hogy szükség volt egy olyan településre, ahol a Namdalen térségből származó faanyagot feldolgozni és szállítani lehetett. Namsost 1872-ben és 1897-ben tűzvész pusztította, majd a második világháború alatt, 1940. április 20-án a németek bombázták.

## Gazdasági szerepe, infrastruktúra
A térség kereskedelmi, oktatási és egészségügyi központja. A namsosi kórház Trøndelag északi részének egészségügyi intézménye, sürgősségi, sebészeti osztályokkal, szülészettel és pszichiátriával. A városban több alap- és középfokú iskola működik. A Bodø városában működő Nord universitet egyetemnek egyik campusa Namsos belvárosában kapott helyet.
1960-ban épült a modern formájú templom, amely a háborúban lebombázott régi templom helyét pótolta.
A város egyik szembetűnő épülete az 51 luxuslakásnak helyt adó „Sjøsiden” lakókomplexum, amely 2004 májusában készült el. A 14 emeletes épület egyik oldala szintenként teraszosan csökken és egy 1990 óta használaton kívül állt40 méter magas gabona silóhoz építették hozzá. Ez a térség egyetlen toronyháza.
Az 1988-ban épített Oasen uszoda és vízi park Észak-Európa legnagyobb hegyben kialakított uszodája és Norvégia legészakibb olyan létesítménye, amely 50 méteres medencével rendelkezik.
A városban két nagyobb bevásárlóközpont áll a vásárlók rendelkezésére. Az 1986-ban megnyitott AMFI Namsos ({{szám|5942|m2}-en 14 üzlettel) és a Namsos Storsenter (14 556 m2-en 40 üzlettel).
A város elsőszámú szállodája a 2011-ben átadott Scandic Rock City Hotel 8 emeletes modern épülete, amelynek szobái a rock zenéhez kapcsolódóan kerültek berendezésre. A hotel 96 szobája és étterme mellett konferenciaközponttal is rendelkezik.
A városban található a Rock City múzeum. Namsos egy fakereskedő város volt, kiemelkedő szerepet játszott a norvég fakivitelben. Mára egy fűrészüzem maradt fenn (Spillum Dampsag&Hoyler) és Norvégiában elsőként itt gyártottak előregyártott házakat. A látogatóközpontban az iparágról és a faanyag folyón való leúsztatásáról szóló kiállítások láthatók.
Bjørumsklumpen a városközponttól északra található hegy, 114 méterrel a tengerszint felett. Egy 20 perces sétával elérhető, a hely kilátást nyújt a városra. Az út egyharmadánál tábla jelzi a második világháborús náci bunkerekhez vezető út. A Namsos folyó Európa egyik leggazdagabb lazacban gazdag folyója.

## Közlekedés
Namsosba nincs sem vonat összeköttetés, sem kompjárat. A régióban buszjáratok biztosítják a közlekedést.
A város mellett egy kis repülőtér is található, ahonnan Trondheimba is indulnak járatok.
Közúton dél felől a 17. számú norvég főúton érhető el a város. A városban a Namsen folyó felett két híd van (17. számú főút, és a 769. számú út), ezek kötik össze a két városrészt, továbbá a térség fontos közlekedési útvonalai is egyben. A legközelebbi fontosabb település a délre, közúton 74 km távolságra fekvő Steinkjer, ami Trøndelag megye székhelye.
A várostól 6 km-re északra található az 1977-ben épült, 435 méter hosszú Lokkaren híd, amely az Otterøya szigetet köti össze a szárazfölddel.